# Шелвајлер
Шелвајлер (њем. Schellweiler) општина је у њемачкој савезној држави Рајна-Палатинат. Једно је од 98 општинских средишта округа Кузел. Према процјени из 2010. у општини је живјело 522 становника. Посједује регионалну шифру (AGS) 7336091.

## Географски и демографски подаци
Шелвајлер се налази у савезној држави Рајна-Палатинат у округу Кузел. Општина се налази на надморској висини од 290 метара. Површина општине износи 4,3 km². У самом мјесту је, према процјени из 2010. године, живјело 522 становника. Просјечна густина становништва износи 121 становника/km².

## Међународна сарадња
| Мјесто      | Држава    | Врста сарадње | Од    |
| ----------- | --------- | ------------- | ----- |
|             | Финска    | партнерство   | 2008. |
| Залаегерсег | Мађарска  | пријатељство  | 1985. |
|             | Француска | партнерство   | 1973. |
| Извор       |           |               |       |